# 아프리카고산플라이쥐
아프리카고산플라이쥐(학명: Otomys orestes)는 설치류의 일종이다. 케냐 고지대 황야지대에서 발견된다.